# Siniša Vuco – The Love Collection
Siniša Vuco – The Love Collection  je četvrti kompilacijski album hrvatskog pjevača Siniše Vuce. Objavljen je 2012. u izdanju diskografske kuće Croatia Records.
Album je objavljen u sklopu izdanja The Love Collection diskografske kuće Croatia Records.
Sve pjesme na albumu su objavljene na ranijim izdanjima, album ne donosi nijednu novu pjesmu. U kompilaciju je uvršten uspješan hit Tražena si roba u gradu s posljednjeg studijskog albuma Vuco XI.

## Popis skladbi
| Br. | Skladba                             | Trajanje |
| --- | ----------------------------------- | -------- |
| 1.  | »Rajske kočije«                     | 3:49     |
| 2.  | »Molim te, vrati se«                | 3:34     |
| 3.  | »Tražena si roba u gradu«           | 4:06     |
| 4.  | »Nisi ti od jučer«                  | 3:29     |
| 5.  | »Crna ženo«                         | 3:49     |
| 6.  | »Nedjelja«                          | 3:54     |
| 7.  | »A gdje si ti«                      | 3:17     |
| 8.  | »Proljeće«                          | 2:56     |
| 9.  | »Kada odem ja«                      | 4:06     |
| 10. | »E, da si bar tu«                   | 4:16     |
| 11. | »Draga«                             | 3:25     |
| 12. | »Siromasi«                          | 3:55     |
| 13. | »Pije mi se«                        | 4:13     |
| 14. | »Tebe nema (na prozore Božić kuca)« | 3:52     |
| 15. | »Razbolio se ja«                    | 4:10     |
| 16. | »Gdje si sad«                       | 5:09     |
| 17. | »Od ljubavi davne ne živi se«       | 3:51     |
| 18. | »Ostajen sam«                       | 4:14     |
| 19. | »Dobra večer tugo«                  | 3:56     |
| 20. | »Ostani«                            | 3:39     |

## Vanjske poveznice
- Croatia records The Love Collection  Arhivirana inačica izvorne stranice od 12. prosinca 2012. (Wayback Machine) Siniša Vuco